# رونالد ريختر
رونالد ريختر (بالإسبانية: Ronald Richter)‏ هو فيزيائي أرجنتيني، ولد في 11 أكتوبر 1909 في سوكولوف في التشيك، وتوفي في 29 ديسمبر 1991 في فييدما في الأرجنتين.